# المركز الفلسطيني لحقوق الإنسان
المركز الفلسطيني لحقوق الإنسان منظمة فلسطينية مستقلة لحقوق الإنسان مقرها مدينة غزة، أسسها راجي الصوراني.المنظمة غير حكومية تأسست في عام 1995 من قبل مجموعة من المحامين الفلسطينيين ونشطاء حقوق الإنسان، وتتلقى تمويلاً من مصادر حكومية وغير حكومية ودينية.

## المبادئ والفلسفة
يذكر المركز على موقعه الإلكتروني أن مبادئ تأسيسه هي:
- حماية حقوق الإنسان وتعزيز سيادة القانون وفقا للمعايير الدولية.
- إنشاء وتطوير المؤسسات الديمقراطية ومجتمع مدني نشط، مع تعزيز الثقافة الديمقراطية داخل المجتمع الفلسطيني.
- دعم جميع الجهود الرامية إلى تمكين الشعب الفلسطيني من ممارسة حقوقه غير القابلة للتصرف فيما يتعلق بتقرير المصير والاستقلال وفقا للقانون الدولي وقرارات الأمم المتحدة.[2]

في بيانه الفلسفي، يرفض المركز اتفاقيات أوسلو واعتبرها «معيبة وقاتلة» ويضيف:
وعلاوة على ذلك، فشلت اتفاقات أوسلو في معالجة العناصر الأساسية للمسألة الفلسطينية -الحق في تقرير المصير، والحق في إقامة دولة فلسطينية مستقلة وعاصمتها القدس، وحق العودة للاجئين الفلسطينيين وإزالة المستوطنات الإسرائيلية من الأراضي الفلسطينية المحتلة. في ضوء هذا التجاهل الواسع النطاق لحقوق الإنسان للشعب الفلسطيني، قرر المركز الاستمرار في عمله لحماية حقوق الإنسان من الانتهاكات المستمرة من قبل قوات الاحتلال الإسرائيلي (IOF).
وتتمتع المجموعة بوضع استشاري وتنافسي مع عدد من المنظمات العربية والأوروبية والأمم المتحدة، وقد حصلت على جائزة الجمهورية الفرنسية لعام 1996 لحقوق الإنسان وجائزة برونو كرايسكي لعام 2002 عن الإنجازات البارزة في مجال حقوق الإنسان. دعت المنظمة مرارًا إلى إلغاء عقوبة الإعدام في الأراضي الفلسطينية، كما أصدرت المجموعة تقارير تتعلق بالعنف في الأراضي الفلسطينية وإسرائيل.
مُنع راجي الصوراني، مدير المركز الفلسطيني لحقوق الإنسان، من الحصول على تصريح للخروج من قطاع غزة لحضور مؤتمر حقوق الإنسان في سبتمبر 2008.

## التمويل
يتم تمويل المركز من قبل عدد من المنظمات الدولية غير الحكومية في مجالات حقوق الإنسان والديمقراطية والعدالة الاجتماعية وحكومات الشعب الفلسطيني. وتشمل الجهات المانحة للمركز :
1 المقدسي لتنمية المجتمع
2 جمعية القدس ملقة-اسبانيا
3 الصندوق العربي لحقوق الإنسان (AHRF)
4 مؤسسة بيرثا
5 مسيحية المعونة
6 كنيسة المعونة
7 لجنة الدول الأوروبية من خلال أوكسفام
8 مؤسسة لتعزيز المجتمع المفتوح
9 جراسروتس انترناشونال
10 أمانة حقوق الإنسان والقانون الإنساني الدولي
11 مؤسسة Iris O’Brien
12المعونة الأيرلندية
13 مؤسسة Kvinna Till Kvinna KTK
14 KZE عبر MISEREOR
15 مركز تطوير المنظمات غير الحكومية
16 مجلس اللاجئين النرويجي (NRC)
17 أوكسفام نوفيب
18 مكتب تمثيل فنلندا
19 مكتب تمثيل النرويج
20 مؤسسة أرض البشر (TDH)
21 برنامج الأمم المتحدة الإنمائي

## الإجراءات
في 30 يونيو/حزيران 2003، أعلن المركز الفلسطيني لحقوق الإنسان أنه قدم أكثر من 1200 شكوى إلى قوات الاحتلال الإسرائيلي فيما يتعلق بانتهاكات حقوق الإنسان منذ بداية الانتفاضة الحالية.

## روابط خارجية
- Palestinian Centre for Human Rights Web Site
- Palestinian Centre for Human Rights: Weekly Reports 2007-2008
- NGO Monitor Lawfare Monograph